# Soul Limbo
Soul Limbo är ett musikalbum av Booker T. & the M.G.'s som lanserades 1968 på skivbolaget Stax Records. Det var deras åttonde album och döptes efter singeln med samma namn som blev en hit både i Storbritannien och USA. Till skillnad från gruppens många andra singlar är inte hammondorgeln huvudinstrument på den låten, utan en marimba. Albumet innehåller också två låtar där Booker T. Jones spelar piano istället för hammond, "Willow Weep for Me" och "Over Easy". På dessa låtar för gruppen mer av en jazzig ljudbild än den instrumentala soul de är kända för. Deras version av filmlåten "Hang Em' High" släpptes också som singel och blev framgångsrik i USA där den nådde #9 på Billboard Hot 100.

## Låtlista
(låtskrivare inom parentes)
1. "Be Young, Be Foolish, Be Happy" (Al Cobb, Ray Whitley)
2. "La-La (Means I Love You)" (Thom Bell, William Hart)
3. "Hang 'Em High" (Dominic Frontiere)
4. "Willow Weep for Me" (Ann Ronell)
5. "Over Easy" (Booker T. & the MG's)
6. "Soul-Limbo" (Booker T. & the MG's)
7. "Eleanor Rigby" (John Lennon, Paul McCartney)
8. "Heads or Tails" (Booker T. & the MG's)
9. "(Sweet Sweet Baby) Since You've Been Gone" (Aretha Franklin, Teddy White)
10. "Born Under a Bad Sign" (William Bell, Booker T. Jones)
11. "Foxy Lady" (Jimi Hendrix)

## Listplaceringar
- Billboard 200, USA: #127[1]
- Billboard R&B Albums: #14